# 加納新太
加納新太，是日本輕小說作家，愛知縣出身。愛知縣立大学文学部畢業。

## 作品列表

### 小說
個人名義
- Enterbrain
  - 『秒速5厘米 one more side』（原作：新海誠）ISBN 978-4-0472-7307-8
  - 『星之聲：愛的絮語·穿越星際』（原作：新海誠）ISBN 978-4-7577-2973-5
  - 『雲之彼端，約定的地方』（原作：新海誠）ISBN 978-4-7577-2588-1／ISBN 9789571034409（尖端代理）

- 角川Sneaker文庫
  - 『你的名字。』（原作：新海誠）ISBN 978-4-04-104659-3
  - 『狐仙的戀愛入門』（原作：よしだもろへ）ISBN 978-4-0410-1195-9

- 法米通文庫
  - 『城市記憶』 ISBN 4-7577-1708-3
  - 『Shining Tears 雙龍騎士』ISBN 978-4-7577-2242-2 （青文代理）
  - 『Shining Tears 神龍之劍』ISBN 978-4-7577-2623-9 （青文代理）
  - 『Shining Tears to Wind 公主們的冒險 』ISBN 978-4-7577-3509-5 （青文代理）
  - 『Shining Wind -另一段連結- 封鬼劍士』ISBN 978-4-7577-3563-7 （青文代理）
  - 『Shining Heart 麵包薰香之島』ISBN 978-4-0472-7226-2 （青文代理）
  - 『Shining Blade 劍士們的間奏曲』ISBN ISBN 978-4-0472-8079-3 （青文代理）

- GAGAGA文庫
  - 『劇場版 旋風管家 HEAVEN IS A PLACE ON EARTH』（原作：畑健二郎／脚本：小林靖子）ISBN 978-4-09-123280-9

選集
- 〈1〉
- 〈2〉

### 漫畫
劇本
- 水瓶戰記 Girls a War War（作畫：あさぎ桜；ISBN 978-4056034509）

### 廣播劇CD
劇本
- Code Geass反叛的魯路修 Sound Episode 3 - 6
  - STAGE 11.351
  - STAGE  6.113
  - STAGE  5.831
  - STAGE  0.884
- Code Geass反叛的魯路修 Sound Episode Newtype SPECIAL +
- Code Geass反叛的魯路修 R2 Sound Episode
  - 1 
  - 2 
  - 3 
  - 4 
  - 5 
  - 6 

## 外部連結
- かのろぐ（页面存档备份，存于） - 加納新太的博客。